# Garrison Library
De Garrison Library (Nederlands: Garrisonbibliotheek) is een bibliotheek in Gibraltar. De bibliotheek werd opgericht in 1793 door John Drinkwater Bethune en werd officieel geopend in 1804 door de Hertog van Kent. De Garrison Library diende als kantoor en archiefdienst van de Gibraltar Chronicle, de een na oudste Engelse krant. Toen de Gribaltar Chronicle vertrok werd de bibliotheek van het Ministerie van Defensie. In 2011 werd de bibliotheek overgeleverd aan de regering van Gibraltar.
De Garrison Library heeft ongeveer 45.000 boeken, kranten en kaarten.